# Aéropo II
Aéropo II o Arquelao II (griego antiguo Ἀέροπος,Aéropos latín Aeropus) fue un rey de Macedonia de la dinastía argéada. Fue el tutor del rey Orestes de Macedonia, hijo de Arquelao I a quien sucedió tras su asesinato en el 400/399 a. C. Sin embargo, Aéropo pronto se deshizo de Orestes (muerto en el 398/397 a. C) y asumió la corona.
De su reinado hay pocos datos, salvo que en el verano del 394 se enfrentó sin éxito a Agesilao II de Esparta cuando este volvía a Grecia de su expedición persa (396-394 a. C.). Se desconoce cuál era su relación con la dinastía argéada, así, N. G. L. Hammond propone que Aéropo/Arquelao debió ser hijo de Pérdicas II y hermanastro de Arquelao y por lo tanto tío de Orestes. Este mismo autor considera que Aéropo es el mismo que en tiempos de Pérdicas II figura como signatario de un tratado con Atenas (415 a. C). Por su parte el investigador J. Kaerst consideró que debía ser miembro de la casa de la región de Lincestis
Según Diodoro Sículo, reino 6 años y murió de enfermedad en 394-393 a. C. Su hijo Pausanias, fue rey de Macedonia tras la muerte de Amintas Micros (el pequeño).
| Predecesor: Orestes | Rey de Macedonia 398/397 a. C. - 394/393 a. C. como regente de Orestes (400/399-398/397 a. C.) | Sucesor: Amintas II |